# 假面騎士555
《假面騎士555》（原題：仮面ライダー555），是由日本東映製作的《假面騎士系列》第4部平成系列特攝作品，於2003年（平成15年）1月26日至2004年1月18日期間每週日上午8時在朝日電視台首播。
作品以生物學演化論為基礎，並拓展至族群存亡，首度同時採用怪人立場的觀點雙線並行。假面騎士造型科技時尚，劇中同一名騎士的變身腰帶會出現多名使用者。編劇井上敏樹擅寫人性陰暗面、懸疑謎團與伏線，伴以群像戲推動劇情，整體獲評價為偏成人向的高口碑作品。主角乾巧在劇中出現的名言「我沒有夢想，但我可以守護別人的夢想！」，也讓觀眾留下深刻印象。
作品標題555，發音為「Faiz」，香港無線翡翠台播出TV版、臺灣木棉花國際代理劇場版和中國大陸官方翻譯保留了原標題「555」，臺灣曼迪傳播代理TV版時，則將標題改成發音的「Faiz」。

## 作品特色
- 本作為《平成假面騎士系列》的第4部作品。

- 本作以生物學演化論為基礎，拓展至族群存亡。

- 劇情中首度採用以怪人觀點為第二主線，著力描寫從人類演化成為更高級物種(操冥使徒)的無奈與內心掙扎。

- 故事以 SMART BRAIN(智腦公司）開發的「三條腰帶」(變身裝備）為主角，劇中上演了多場腰帶爭奪戰。

- 變身器首度設定為手機，假面騎士造型概念時尚，富有革命性科技感。

- 開創符合資格者，便能使用腰帶變身[3]，因此同一套騎士裝備會有多名變身者。

- 劇中並不使用「假面騎士」此一稱呼，而是直接說出動力強化服的名稱。

- 怪人毀滅的方式首次不以爆炸告終，而是灰化結束。

- 劇中部分設定以現代形式，間接對應致敬昭和系列。

- 劇情採多線發展，即人類三人組、怪人三人組，合共6位主角的群像戲。粉絲戲稱為「多角戀愛關係圖」最狗血的《假面騎士系列》作品。
- 由井上敏樹擔任劇本統籌，擅寫人性的陰暗面、懸疑謎團與伏線。並擔任所有集數劇本執筆，更成為罕例美談。

### 特徵
- 《平成假面騎士系列》的第四部作品，劇中並沒有使用「假面騎士」這個名詞。比起前作《假面騎士龍騎》，東映製作人白倉伸一郎比喻：「龍騎是多采多姿的話，555就是單色調的」。

- 本作最大特色是將本來鮮少描述的「怪人們內心戲」正式排入分鏡演出，描繪變成怪人(操冥使徒)的角色的苦惱。嚴格來說，昭和的假面騎士作品也有將反派組織大幹部的過去經歷，和其相對的背景做設定，並能在一些相關書籍中找到，但因為擔心被投訴「英雄看起來像殺人犯」，而一直避開在節目本篇中直接上演[4]。

- 本作中有很多絕非善類的假面騎士變身者，更有一些心地善良的怪人（操冥使徒），因而編織出無法以單純善惡二元劃分的群像劇。「人類和怪人的共存」作為主題，讓不同立場的操冥使徒與人類的各種意念交織關係，甚至出現怪人與假面騎士並肩作戰的場面，算是《假面騎士系列》最特別而又錯綜複雜的一部。後來的《假面騎士KABUTO》與《假面騎士KIVA》，均受此影響。

- 本作之前的《假面騎士系列》[5]，變身者的腰帶或構造幾乎都是以某種理由埋藏在身體裡面。但本作則進一步奠定，採用外掛式的變身道具，也因此本作各假面騎士都有複數的變身者存在，腰帶爭奪戰成為故事主軸之一。擔任腳本的井上敏樹以「故事的主角是腰帶」、「三條腰帶的故事」來形容本作。

- 作為特攝影集，本作成功在道具服上安裝了燈具，讓Faiz和Kaixa[6]的眼睛和光子框架在上演動作戲時按照設定一樣發光。這種技術在更早的《宇宙刑事卡邦》中就曾使用，但一直有電池配置、裝備發燙等問題而無法持續使用。本作最初僅在拍攝片頭影片和連結畫面[7]的特寫用道具服上使用，直到第37話末終於使用會發光的動作道具服上鏡，在夜間場景效果明顯艷亮。不過依然有不適合雨中拍攝，及皮套演員完全看不到外面的問題。[8]

- 以行動電話與電子產品為原型的「Faiz Driver」等變身腰帶玩具，在日本當地是賣出一百萬條以上的熱門商品[4]。

- 因新年期間放映特備節目而停播的緣故，本作之後的《假面騎士系列》作品的TV版集數均少於50集，直到9年後的《假面騎士Wizard》才再次長達53集[9]。

## 故事概要
「流星塾」出身的「園田真理」，收到了來自父親「花形」寄來的不明物品：「Faiz Gear和其專屬機車」。為了問明父親的用意，真理前往位於東京的巨大企業「SmartBrain」拜訪父親。途中遇上到處旅行的「乾巧」，因真理放Faiz Gear的旅行袋和乾巧被偷走的旅行袋一樣而產生誤會。正在爭執的時候，兩人被突然出現的不明怪物襲擊…

『把Faiz腰帶交出來！』

另一邊，「木場勇治」是一位家境富裕，父母慈祥和藹，有交往將滿一年女友的幸福青年。一場車禍奪走勇治雙親的性命也令勇治陷入昏睡。兩年後，在勇治心跳停止，醫生宣告死亡的當晚，「木場勇治」再次醒了過來…
故事中的世界出現一種叫「奥菲尔诺」的生物。奥菲尔诺是由人類突變而成的生命體。具有突變資格的人極為少數，只知道是在失去生命，或是經歷過生死邊緣的人有可能突變。
「SmartBrain」表面上是知名的巨大高科技複合企業，實際上卻是成員大半均為奥菲尔诺所組成的組織。在村上代理社長的帶領下，SmartBrain積極的襲擊人類，欲建立只有奥菲尔诺的世界，並抹殺不願協助的奥菲尔诺。
而在故事開始的數年前，SmartBrain目前失蹤中的社長「花形」曾經從日本各地收養了一些因發生事故而瀕臨過生死邊緣的孤兒，成立私人學苑「流星塾」。
故事便以流星塾的畢業生以及協助和不願協助SmartBrain的奥菲尔诺間為主軸劇情。

## 登場假面騎士
指裝備由巨大企業「SmartBrain」所開發的外掛裝置「Gear」產生的戰鬥用強化服的人物。
Gear的主體全部都以腰帶為原型，劇中也常以「Faiz的腰帶」或「Kaixa的腰帶」來稱呼整組Gear。
戴上稱為腰帶型裝置BELT，在專用手機輸入變身碼後再插入BELT來啟動變身系統。變身時BELT發出的〈光子流〉環繞裝備者全身形成〈光子框架〉，再從SmartBrain的人造衛星〈EagleSat〉將分解至電子等級的強化服傳送給裝備者完成變身。變身後能將手機蓋上的記憶卡型裝置MissionMemory當成啟動器來使用各種專用的道具和武器。
環繞騎士全身的光子流裡，有〈光子血液〉這種流體能源在裡面循環。光子血液依照輸出功率的高低，有金＞銀＞白＞藍＞黃＞紅的變化（金色最高，反之紅色最低）。不管哪種對身體的負擔都極大，所以能變身的只有奥菲尔诺。擁有和奥菲尔诺相近體質的人雖然有可能變身，但必須承受相當大的風險。
腰帶原本是為了護衛奥菲尔诺之王才製造的，因為王的誕生需要複數的奥菲尔诺當祭品，會有出現妨礙王誕生的奥菲尔诺的可能性。
在第47集当中花形提到研发成功的骑士腰带（包括莱欧骑兵在内）共有6条（也就是说TV世界观当中包括莱欧骑兵在内实际有6位假面骑士），TV版中出现了其中的4条，另外两条腰带的代码名称和在谁的手上均不得而知。另外剧场版由于是平行世界观的关系，所出现的两条帝王骑士腰带不算入TV版正史。

### 假面騎士Faiz
幪面超人 Faiz（仮面ライダーファイズ，Masked Rider Faiz）。

#### Faiz歷任使用者
- （狼奥菲尔诺，官方認定持有者，第1-50話）

- 赤井（仙人掌型奥菲尔诺，第4話）、海堂直也（蛇奥菲尔诺，第9-10話）、琢磨逸郎（幸运四葉草，第21話、24-25話）、草加雅人（流星塾，第30話）、木場勇治（馬奥菲尔诺，第36-39話）。

#### 變身模式
| 型態名稱                | 簡介 | 外觀 | 能力 |
| 通常形態                | 身高:186cm 體重:91kg 拳擊力:約2.5t 踢擊力:5.0t 跳躍力:35m 跑力:100m/5.8秒                                          | 代號為Φ(Faiz)，頭部造型黑底黃眼、銀色胸甲、光子框架為紅色。                                                      | 變身碼與別稱為「555」，平時使用Faiz Shot (拳)及Faiz Edge (劍)戰鬥，主要必殺技為Faiz Pointer (踢)。 |
| 加速形態 (Axel Form)    | 身高:186cm 體重:91kg 拳擊力:約3.75t/7.8t（必殺技時） 踢擊力:7.5t/25.5t（必殺技時） 跳躍力:52.5m 跑力:100m/0.0058秒 | Faiz的第一段變身，胸甲打開移到肩部，露出胸部的內部構造，眼睛變成紅色，全身的光子框架則由紅色提高出力到變成銀色。 | 擁有10秒內移動速度提升1000倍（類似後作假面騎士Kabuto中的「Clock Up(超速)」），必殺技威力增加1.5倍，且不需要進行Exceed Charge就能連續施展必殺技的加速模式。但當變身成加速型態達到35秒或啟動加速模式達到10秒後，必須變回原本的Faiz（此時語音為「Deformation」）。超過的話光子框架會開始崩壞，使用者會沐浴在大量光子血液中而消滅，方圓3公里內的空氣也會被劣化的光子血液所污染。 |
| 爆裂形態 (Blaster Form) | 身高:186cm 體重:94kg 拳擊力:約4t/8t（必殺技時） 踢擊力:8t/30t（必殺技時） 跳躍力:55m 跑力:100m/5秒                 | 紅底黃眼，銀色胸甲，光子框架為黑色且有飛行能力。變成這型態需要外掛配件（SB-555T Faiz Blaster）。                 | 於39話首次登場，Faiz的第二段變身。此型態的開發方向和追求高出力光子血液而擁有金色光子框架的劇場版假面騎士Orga相反，光子血液完全不在光子框架中循環而使光子框架成黑色，取而代之的是紅色光子血液直接在全身循環而放出接近中等出力Faiz Edge的能量（設定上此型態全身會不停的發出紅光），普通的奥菲尔诺接近就會開始灰化。                                                            |

### 假面騎士Kaixa
幪面超人 Kaixa（仮面ライダーカイザ，Masked Rider Kaixa）。

#### Kaixa歷任使用者
- 草加雅人（流星塾，官方認定持有者，第13話-48話）、木場勇治（SMART BRAIN，第二任官方認定持有者，第48-50話，殺害草加雅人後取代之）。

- 高宮航太（流星塾，第10話）、西田清高（流星塾，第11-12話）、神道貴久（流星塾，第12話）、影山冴子（幸运四葉草，第24-25話）

- 菊池啟太郎（劇場版，依賴藥物「變身一發」變身，為唯一的純人類使用者，但僅只使用一次後腰帶就溶化。)

#### 變身模式
| 型態名稱 | 簡介                                                                | 外觀                                                           | 能力 |
| 通常形態 | 身高:189cm 體重:95kg 拳擊力:3t 踢擊力:7t 跳躍力:30m 跑力:100m/6.3秒 | 代號為Χ(Chi)，同時也是面部的造型，是黑底紫眼、光子框架為黃色。 | 變身碼與別稱為「913」，武器功能齊備，主要使用Kaixa Blaygun戰鬥。                                                                       |
| Next形態 | 身高:cm 體重:kg 拳擊力:t 踢擊力:t 跳躍力:m 跑力:m/秒                | 代號為Χ(Chi)，同時也是面部的造型，是黑底紫眼、光子框架為黃色。 | 超世代進化形態，使用原版腰帶，配合智能手提電話SB-913PXX Kaixa Phone XX變身，可招喚所有Kaixa專屬武器，此形態追加雙刃Kaixa Crosslasher。 |

### 假面騎士Delta
幪面超人 Delta（仮面ライダーデルタ，Masked Rider Delta）。

#### Delta歷任使用者
- 三原修二（流星塾，官方認定持有者，第34-50話）。

- 木村沙耶（流星塾，第26-28話）、德本恭輔（流星塾）、新井賢（流星塾）、河內勇樹（流星塾）、北崎（幸运四葉草，第28-33話）、草加雅人（流星塾，第33-34話）、乾巧（狼奥菲尔诺，第38話）、阿部里奈（流星塾，第39話）、村上峽兒（玫瑰奥菲尔诺，第46-47話）。

#### 變身模式
| 型態名稱 | 簡介                                                                  | 外觀                                                                   | 能力                                                                   |
| 通常形態 | 身高:190cm 體重:96kg 拳擊力:3.5t 踢擊力:8t 跳躍力:38m 跑力:100m/5.7秒 | 代號為Δ(Delta)，是黑底橙眼、光子框架為白色光子框架外圍有時會顯現青色。 | 別稱為「333」，使用語音系統大喊變身，主要使用Delta Phone的槍模式戰鬥。 |

### 萊歐騎兵（ライオトルーパー/RIO Trooper）
- 海堂直也（SMART BRAIN，萊歐騎兵部隊隊長，後來得悉被木場勇治利用後主動放棄）。

#### 腰帶（Omicron Gear）
為了對抗王所需要的戰力需求，花形社長以大量量產為目的所研發出來的量產型假面騎士，設計主要的目的是在確保大量的奥菲尔诺的戰力維持在一定的水準上並提供奥菲尔诺的裝甲防護的能力。
把腰帶的連接器拉下便可變身。
若數量多的時候能聯合發揮出相當驚人的威力，在劇中一共生產六條萊歐騎兵腰帶，在劇場版則有一萬多名萊歐騎兵組成的SWAT部隊。

#### 變身模式
| 型態名稱 | 簡介                                                                         | 外觀                       | 能力                                                                                                 |
| 通常形態 | 身高:175～195m 體重:85～120kg 拳擊力:2t 踢擊力:4t 跳躍力:25m 跑力:100m/6.5秒 | 黑底橙甲，代號為Ο(Omicron) | 光子血液只能增強基本的肉搏強度不能用於強化裝備威力，威力比一般奥菲尔诺還要強，但是卻比Faiz還低很多。 |

## S.I.C. 英雄傳說
「假面騎士555 迷失世界」是電影版「假面騎士555 消失的天堂」的前傳故事，亦解釋了為何電影版沒有DELTA的腰帶、整個國家怎麼奥菲尔诺化和村上社長只剩一個頭的原因。2005年10月至2006年1月於Hobby Japan連載。
- 登場角色

| 假面騎士                       | 變身者   | 簡介 |
| RIO Trooper Ver. 2 萊歐騎兵2代 | 村上峽兒 | 村上社長使用Smart Buckle變身的萊歐騎兵改良版，除可使用本身量產的Axel Raygun，更可自如運用DELTA晶片，並能強化本身玫瑰奥菲尔诺的力量，能力比FAIZ、KAIXA 及DELTA還要高。 |

章節
1. Faiz
2. Kaixa
3. Delta
4. Psyga

另外，有三位幪面超人登場原作故事之後，但後來已作廢案：
| 假面騎士                     | 變身者 | 簡介                                                                                      |
| 假面騎士Neo-Alpha (SBU-001A) | 不明   | 基本形態以紅、黑、銀為主，使用Alpha劍戰鬥，另有以藍、橙、灰為主的形態。                   |
| 假面騎士Pyron (SBR-816S)     | 不明   | 戰鬥服以藍、橙、紫為主，使用小刀戰鬥，其特徵右腳有片假名的文字，有專用電單車Gyro-Tourer。 |
| 假面騎士Seeda (SBO-750EX)    | 不明   | 戰鬥服有藍、橙、紫、綠四種變化，使用大片刀戰鬥。                                          |

Live Stage-Show裏亦引入三位原創的幪面超人，分別是幪面超人Alpha α (由女性使用者變身)、幪面超人Beta β、幪面超人Gamma γ，這些幪面超人並不列入正傳的系列。

## 輔助工具

### 假面騎士Faiz

#### 腰帶（Faiz Gear）
花形社從SMART BRAIN搶奪腰帶後，最初寄送給園田真理。
三條腰帶中，最後開發出來的作品。雖然力量最低但擴充性最好，是擁有最多的專用道具和唯一能二段變身（Form Change）的腰帶。基本上一般奥菲尔诺或受奥菲尔诺記號影響較強的流星塾成員都能使用。當符合資格的使用者啟動變身時，手機會發出「Complete（動作完成）」的語音；反之當使用者資格不符時，手機會發出「Error（資格不符）」語音並把使用者強制彈飛出去。可說是安全裝置做的最好而使用風險最低的一條腰帶。
整套Faiz Gear除了Faiz Edge和Faiz Blaster外，都可以收藏在Faiz專用手提箱中。
- SB-555B Faiz Belt（變身腰帶）

整套Faiz Gear的主體。右邊和左邊分別有Faiz Pointer和Faiz Shot的放置架。正面有Faiz Phone的插座，裝上輸入變身碼的Faiz Phone，腰帶會隨著「Complete」的語音讓使用者變身成Faiz（變身成功時）。
- SB-555P Faiz Phone（摺蓋式鍵控變身手機）

整套Faiz Gear的核心，外型為摺蓋型手機，平時功能和一般手機無異，輸入特定的數字再按下Enter可啟動各種功能。
輸入數字：
『555 Enter』 - 變身，輸入後會發出「Standing by」的語音並持續發出待機聲，再插入腰帶上的插座，隨著「Complete」的語音完成Faiz的變身。解除變身時只要按下挂斷按鈕就可。
『103 Enter』 - Phone Blaster Single Mode，光子手槍（單發模式），輸入後需要再將手機蓋的部份橫向彎區成槍管。一次最多可充填10發子彈的能量。
『106 Enter』 - Phone Blaster Burst Mode，Phone Blaster的三連發模式。
『279 Enter』 - Phone Blaster Charge，讓各發射模式下的Phone Blaster再次充填能量。
『3821 Enter』 - 呼叫Jet Sliger，輸入後會發出「Jet Sliger come closer」的語音，Jet Sliger會以自動駕駛的方式到達使用者身邊。
- SB-555L Faiz Pointer

原型為手電筒，裝在Phone Blaster上可當瞄準鏡（僅於首集預告中出現）。插入記憶卡後會發出「Ready」的語音並展開，再裝在Faiz的小腿上配合Exceed Charge，可以使用必殺技Crimson Smash。
- SB-555C Faiz Shot

原型為數位相機，附紅外線和夜視功能（劇中未使用）。插入記憶卡後會隨著「Ready」的語音展開成類似手指虎的拳套，配合Exceed Charge可以使用必殺技Grand Impact。
- SB-555H Faiz Edge（能量劍）

平時是555專用機車Autovajin的左手手把，插入記憶卡發出「Ready」的語音後可拔下當成類似《星際大戰》中的光劍來使用，有四段出力可調較（低、中、高、最高）。配合Exceed Charge可使用必殺技Sparkle Cut。

#### 必殺技
將記憶卡插入特定的專用道具後再按下Faiz Phone上的Enter鍵，腰帶會發出「Exceed Charge」的語音，並將光子血液沿著光子框架從腰帶大量注入插有記憶卡的道具。不同的道具對應著不同的必殺技。
被Faiz必殺技打倒的奥菲尔诺，在發出青色的火焰並瞬間灰化的同時，還會浮現出紅色的Ø文字。
- Crimson Smash（深紅電鑽）

從裝在小腿上的Faiz Pointer射出錐狀的紅色光束定在敵人上使敵人無法動彈，Faiz之後再以飛踢踢入光錐中攻擊敵人。可說是這部騎士作品中的Rider Kick。
- Grand Impact（巨大衝擊）

直接以戴著Faiz Shot的拳頭攻擊敵人，特效比較少的一招必殺技。可說是這部騎士作品中的Rider Punch。
- Sparkle Cut（赤刃斬）

從Faiz Edge揮出反重力波拘束對手，再斬擊敵人的招式。也能不拘束對手直接斬擊。劇場版中，甚至有先以Faiz Edge斬中對手，再進行Exceed Charge給予致命一擊的使用方式。可說是這部騎士作品中的Rider slash。

#### Axel Form 專用道具
- SB-555W Faiz Axel Watch

劇中第21話草加雅人交給乾巧的Faiz專用強化道具。電子錶的外型，附有加速記憶體（Axel Memory）。詳細來源劇中未講明。
將Axel Memory插入Faiz Phone上Mission Memory的插槽即可隨著「Complete」的語音變身為加速型態（此時Mission Memory大都已裝在預定要使用必殺技的道具上），再按下錶上的按鍵可隨著「Start up」的語音啟動加速模式。錶上的碼錶會在啟動加速模式的同時從10秒開始倒數，在最後3秒隨著「Three...Two...One...Time out...Deformation」的語音結束加速模式。

#### Axel Form 必殺技
招式與基本型態完全相同但威力上升，且因不需進行Exceed Charge加上能超高速運動，故運用上和基本型態有不少差異。
雖然光子框架出力提高到銀色，但Faiz Pointer射出的光錐和擊倒奥菲尔诺時浮出的Ø文字依然是紅色。
- Axel Crimson Smash（加速深紅電鑽）

和原型相比，能夠同時攻擊多個敵人，或對單體目標進行多次攻擊。劇場版中可以看到幾乎同時出現十幾道光錐而瞬間打倒一隊萊歐騎兵的場景。
- Axel Grand Impact（加速巨大打擊）

與Axel Crimson Smash相同，能同時攻擊多個敵人，或對單一目標進行多次攻擊。
- Axel Sparkle Cut（加速赤刃斬）

和原型相比，除了能同時攻擊多個敵人外，也常省略揮出反重力波鎖定的動作。

#### Blaster Form 專用道具
- SB-555T Faiz Blaster

在Faiz Blaster鍵入「555 Enter」會發出「Standing by」的語音。再把Faiz Phone插入Faiz Blaster的接駁口後，隨著「Awakening」的語音，人造衛星〈EagleSat〉將重新傳送強化服給使用者，完成爆裂型態的變身。也可以先插上Faiz Phone再鍵入密碼或以未變身的狀態執行上述步驟直接變身成爆裂型態。
鍵入不同的密碼可變換Faiz Blaster的型態、啟動背包（Photon Field Floater）和進行Exceed Charge以發動必殺技。
輸入密碼：
『555 Enter』：Awakening，變身成Blaster Form。
『5246 Enter』：Faiz Blaster Take Off，啟動背上的Photon Field Floater進行飛行。
『5214 Enter』：Faiz Blaster Discharge，將背上的Photon Field Generator轉到肩上變成Bloody Cannon進行砲擊。
『143 Enter』：Blade Mode，Faiz Blaster會變成大劍型的Breaker Mode。
『103 Enter』：Blaster Mode，Faiz Blaster會變成散彈槍型的Blaster Mode。
『5532 Enter』：讓Faiz直接使用Blaster Crimson Smash。
『5232 Enter』：讓Faiz直接使用Blaster Grand Impact。
『Enter』：對Faiz Blaster本體進行Exceed Charge，並按照Faiz Blaster的型態而發動Photon Breaker（Breaker Mode）或Photon Buster（Blaster Mode）。

#### Blaster Form 必殺技
- Blaster Crimson Smash（爆裂電鑽）

在Blaster Form下使用Crimson Smash不需要裝備Faiz Pointer，只需從Faiz Blaster輸入密碼即可。使用時會先飛至高空放出光錐再使出飛踢，命中後會放出由巨量光子血液組成的能量流。
- Blaster Grand Impact（爆裂衝擊）

在Blaster Form下使用Grand Impact不需要裝備Faiz Shot，只需從Faiz Blaster輸入密碼即可。使用時會直接以拳頭攻擊敵人，命中後會放出由巨量光子血液組成的能量流。
- Photon Buster（光子破壞砲）

在Blaster Mode下的Faiz Blaster所使出的必殺技，放出強烈的光子血液彈進行攻擊。而在後續作品的《假面騎士DECADE》中，改為射出橙色的雷射光線。
- Photon Breaker（光刃斬）

在Breaker Mode下的Faiz Blaster所使出的必殺技，伸出巨大的光子流劍刃把敵人一刀兩斷的招式。

#### 專用機車
- Autovajin

【身高：205cm、體重：207kg、拳擊力：7.6t、踢力：9.5t】〈Battle mode〉
Smart Brain旗下子公司Smart Brain Motors所製作的可變形電單車，通常情況下以Vehicle mode〔譯：車輛模式〕使用。內建自律型AI，能自行變形成機械人〔Battle mode〔譯：戰鬥模式〕〕後行動以支援Faiz。戰鬥模式時可用車輛模式下的後輪來高速滑行和飛行；也可使用裝在前輪的16槍口格林機關槍，在1秒內連射96發12mm彈。左邊的手掣即為Faiz Edge，插入Faiz的MissionMemory後可拔出。
- Jet Sliger

Smart Brain Motors所製作的超高性能電單車。在劇中由水中彈出。藉由搭載的噴射引擎能夠作出高速移動（最高速度為1300km），又或透過把前輪90°回轉至與地面平行，進行高速滑行和水平移動。車上搭載了導彈和光子加農砲等重火力兵器，也可以利用巨大的車體直接撞擊敵人，Faiz的Jet Sliger第一次出場便慘遭破壞。
Faiz、Kaixa和Delta各擁有一部同型號的Jet Sliger。

### 假面騎士Kaixa

#### 腰帶（Kaixa Gear）
花形社從SMART BRAIN搶奪腰帶後，最初寄送給高宮航太。
三條腰帶中，第二件被開發出來的作品。與Faiz不同，除了奥菲尔诺外，連受奥菲尔诺記號影響不強的流星塾成員也都可以使用，但變身後身體可能會灰化而死亡。劇中流星塾的成員只有受記號影響較強的草加雅人有重複使用。但在劇場版被飲用「變身一發」的菊池啟太郎使用後，反而是Kaixa腰帶灰化消失。
與追求平衡性的Faiz不同，Kaixa的出力性能更強，但缺點就是上限較低，沒有太強的爆發力。
整套Kaixa Gear都可以收藏在Kaixa專用手提箱中。
- SB-913B Kaixa Belt（變身腰帶）

整套Kaixa Gear的主體。右邊和左邊分別有Kaixa Blaygun和Kaixa Shot的放置架。而Kaixa Pointer的放置架和Faiz的不同，位於背後。正面有Kaixa Phone的插座，裝上輸入變身碼的Kaixa Phone，腰帶會隨著變身手機「Complete〈動作完成〉」的語音讓使用者變身成Kaixa。腰带在最终战时被奥菲尔诺之王击碎。
- SB-913P Kaixa Phone（旋蓋式鍵控變身手機）

整套Kaixa Gear的核心，外型為旋蓋型手機，平時功能和一般手機無異，輸入特定的數字再按下Enter可啟動各種功能。
輸入數字：
『913 Enter』 - 變身，輸入後會發出「Standing by」的語音並持續發出待機聲，再插入腰帶上的插座，隨著「Complete」的語音完成Kaixa的變身。
『103 Enter』 - Phone Blaster Single Mode，光子手槍（單發模式），輸入後需要再轉動手機蓋的部份當成槍管。
『106 Enter』 - Phone Blaster Burst Mode，Phone Blaster的三連發模式。
『279 Enter』 - Phone Blaster Charge，讓各發射模式下的Phone Blaster再充填能量。
『3821 Enter』 - 呼叫Jet Sliger，輸入後會發出「Jet Sliger come closer」的語音，Jet Sliger會以自動駕駛的方式到達使用者身邊。劇中並未使用過。
- SB-913X Kaixa Blaygun

Kaixa獨有的道具，是一把X字型的槍。插入Mission Memory後，槍托的部份會伸出能量劍刃。
只拉出Blaygun的後半部分，可以發出光子彈(按動扳機一下為一發)(11話)
拉出Blaygun的後半部分，然後推回去，可以使出BURST Mode，按下扳機後可以發出12連發的光子彈。(12話草加初次變身時使用)
設計上，必須要反手持劍才能同時使用槍與劍的功能。配合Exceed Charge，可以使用必殺技Kaixa Slash
- SB-913C Kaixa Shot

原型為數位相機。外觀與功用和Faiz Shot相同但較Faiz Shot深色。
- SB-913L Kaixa Pointer

第25話，草加於已廢棄的流星塾教室中得到，依情況推測應是父親花形所贈。
原型為雙筒望遠鏡。插入記憶卡後會發出「Ready」的語音並展開，再裝在Kaixa的小腿上配合Exceed Charge，可以使用必殺技Gold Smash。

#### 必殺技
使用方式與Faiz相同，對不同的裝置進行Exceed Charge，也能使用不同的必殺技。
被Kaixa必殺技打倒的奥菲尔诺，會浮現出黃色的Χ文字。
- Gold Smash（黃金電鑽）

類似Faiz的Crimson Smash，但光錐色為黃色。使用上，草加習慣以雙腳進行飛踢，其他使用者則是單腳。
- Grand Impact（巨大打擊）

直接以戴著Kaixa Shot的拳頭攻擊敵人，與Faiz版的幾乎無異。
- Kaixa Slash（劍刃風暴）

從Kaixa Blaygun的槍口設出光束拘束對手，Kaixa再和Χ型的光芒一起向敵人突擊，以Kaixa Blaygun的劍刃斬殺敵人的招式。

#### 專用機車
- Side Basshar

Smart Brain Motors所製作的可變形機車，和Autovajin一樣搭載有自律型AI；但不同之處在於附有一部副車，副車可以和本體分離自行走動。機械人型態是一台大型二足步行機械，能自行支援Kaixa。
機械人型態的左腕裝有6連裝導彈發射器，右腕裝有4連裝光子火神砲；而且有別於Faiz的Autovajin，機械人型態是可操縱的，甚至能被沒裝備Kaixa腰帶的人操縱，劇場版就曾經由奥菲尔诺型態的海堂操縱發射導彈。
- Jet Sliger

設定上Kaixa與Delta和Faiz相同，都有專屬的Jet Sliger，但劇中並未出現過。

### 假面騎士Delta

#### 腰帶（Delta Gear）
花形社從SMART BRAIN搶奪腰帶後，最初寄送給木村沙耶。
三條腰帶中，最早開發出來的作品，樣式和後來的Kaixa與Faiz差異比較大，就出力性能來說是三條腰帶中最強的，但專用道具數也是最少的。
Delta腰帶最特別的地方在於Delta獨有的腦波誘導裝置，能激發出使用者的潛能和作戰技巧。合適的使用者在腦波誘導裝置搭配下，能發揮出壓倒性的力量。
使用條件不明，除了奥菲尔诺外，流星塾成員也能著裝。但若是不適任者變身後，會受腦波誘導裝置影響而沉迷於Delta腰帶的力量且性格變得狂暴，就算解除變身後也無法恢復。劇中幾位不適任者戴過Delta腰帶後甚至有力量殘留在身體內的現象（能徒手放出紅色的電擊）。而官方認定的最終持有者三原雖然是受奥菲尔诺記號影響較強的適任者，但過於懼怕被腰帶控制心智而抗拒腦波誘導裝置，因此在他手上的Delta腰帶遠沒有木村沙耶、村上社長或北崎使用時的威力。
一度淪為流星塾內閧，以及LUCKY CLOVER的玩具物，琢磨逸郎被其震懾後一直想使用，卻終無機會。
整套Delta Gear都可以收藏在Delta專用手提箱中。
- SB-333B Delta Belt（變身腰帶）

整套Delta Gear的主體。腰帶右側有Delta Mover的放置架。和Kaixa與Faiz不同的是腰帶上並沒有Delta Phone的插座，且記憶卡是直接放在腰帶上的。
- SB-333P Delta Phone（槍把式聲控變身手機）

外型為手槍握把，平時功能類似聲控式手機。沒有一般電話的撥號按鍵，故輸入指令都是以聲音來輸入，例如輸入數字「3821」時必須說出英語「Three Eight Two One」。
聲入語音：
『變身』，聲入後會發出「Standing by」的語音，再插入裝在變身腰帶上的Delta Mover即可變身成Delta。
『3821』，聲入後會發出「Jet Sliger come closer」的語音，Jet Sliger會以自動駕駛的方式到達使用者身邊。
- SB-333DV Delta Mover（攝錄機、槍身、插座）

Delta的獨特裝置，原型為攝錄機，裝在變身腰帶可視為Delta Phone的插座，當和Delta Phone一起從腰帶上取下來時，則類似為手槍之槍身部分。
對著Delta Phone + Delta Mover說出「Fire」，會發出「Burst Mode」的語音並啟動Burst Mode，功能為光子手槍。
將記憶卡插入Delta Phone + Delta Mover後會發出「Ready」的語音並伸長槍身，再聲入「Check」後，即進行Exceed Charge，可以使出必殺技Lucifer Hammer（恶魔之锤）。

#### 必殺技
被Delta的力量打倒的奥菲尔诺，死時會發出紅色的火燄。而被Delta必殺技打倒的奥菲尔诺，除了紅色的爆炸之外，還會浮現出青色的Δ文字。
- Lucifer Hammer  (路西法之錘)

類似Faiz的Crimson Smash，但光錐由手持的Delta Phone + Delta Mover射出且光錐色為青色。

#### 專用機車
除了戰鬥專用的Jet Sliger外，Delta並不像Faiz或Kaixa配有在日常生活也能使用的專用機車。歷任使用者均是以自身的交通工具代步。
- Jet Sliger

和Faiz使用的為同型，但相對於Faiz的Jet Sliger第一次出場便慘遭破壞，Delta的出場次數和活躍場景比較多。

## 登場怪人

### 奥菲尔诺（オルフェノク/Orphnoch）
奥菲尔诺為人類的進化型態，為擁有特定條件的人類，經歷過一次死亡後覺醒而成。平常外貌與身為人類時無異，但可變化成擁有動物或植物特徵，肉體能力遠高於人類的怪物型態（後文統稱奥菲尔诺型態），其中也有能做多段變化的個體存在。像幸運四葉草這種等級的強大奥菲尔诺，就算不變化也能發揮某種程度奥菲尔诺型態的力量。
幾乎所有的奥菲尔诺型態都以灰色為基本色調（據設計者表示，這是用骨頭表達死者的形象）。要從人類外貌變化成奥菲尔诺型態時，瞳孔會變成灰色，臉上浮現出有自己奥菲尔诺型態特徵的花紋。故事初期時的花紋是動物或植物特徵的一部分，中盤之後變成直接浮上奥菲尔诺型態的臉部。
奥菲尔诺在會話時，影子會變成人類型態的蒼白裸體影像（上半身），是演出手法還是實際確實有影像出現則是不明。
奥菲尔诺可說是在人群之中半自然覺醒的，故剛覺醒的該物種並沒有同伴概念或關於自己物種的相關知識。當出現覺醒成奥菲尔诺的新同類時，SmartBrain會儘早與其接觸，給予奥菲尔诺相關的知識和各種援助以將其納入管理下。但並不是所有的奥菲尔诺都會依照SmartBrain管理方針行動。
主動襲擊人類（也和增加同種有關，參考下列「原生種（オリジナル）和使徒再生」項目）的奥菲尔诺，有的是沉溺在力量之中失去了人性，以襲擊人類為樂。有的是認為不可能和人類共存，而努力創造只有奥菲尔诺的世界。不襲擊人類的奥菲尔诺，有的像木場一樣希望和人類和平共存，有的只是想保持人類的身分繼續活下去。不襲擊人類的奥菲尔诺會被村上社長領導的SmartBrain稱為叛徒，成為刺客的目標。
奥菲尔诺死亡時，身體會發出蒼白的火焰後灰化。若是被騎士們的必殺技打倒的情況，則會隨著青色的爆炸瞬間灰化（被Delta腰帶打倒時，爆炸的火焰為紅色），這是幪面超人史上第一次不使用大爆炸來代表敵人已身亡，其後的幪面超人劍，幪面超人響鬼和幪面超人月騎也有類似設定。
故事終盤時指出了進化成奥菲尔诺之人類，都會因為進化速度過快而令身體慢慢出現灰化現象。換言之進化成奥菲尔诺等同患上慢性不治之症。必須依靠奥菲尔诺之王才能避免滅亡。

### 原生種（オリジナル/Original）和使徒再生
經歷過「自然死亡」後再覺醒的奥菲尔诺稱為Original（譯：原生種），通常能力較強。
但劇中多數的奥菲尔诺，是透過「使徒再生」的方式誕生。通常是從奥菲尔诺的身體一部分伸出觸手，通過目標的口鼻進入其體內，刺入心臟後注入能量，讓目標覺醒成奥菲尔诺。而持有武器的的奥菲尔诺則可以直接朝目標的心臟做刺擊。這種方式下誕生的奥菲尔诺的稱呼，劇中並未講明。
被注入能量的人類，能承受進化，覺醒成奥菲尔诺的機率很低。失敗時，人類的心臟會燒毀，像活死人般活動一段短時間後灰化死亡。

### 幸運四葉草（ラッキークローバー/Lucky Clover）
奥菲尔诺的菁英集團。能享受SmartBrain提供的高級住宅和各式各樣的設施與最新技術，在許多方面都受到特殊待遇。成員之一的琢磨甚至能和村上社長再三強調幸運四葉草是協力者，而不是部下。
初次登場時的成員是琢磨逸郎（蜈蚣型奥菲尔诺）、影山冴子（龍蝦型奥菲尔诺）、Jay（鱷魚型奥菲尔诺）和北崎（龍型奥菲尔诺）四人。Jay死亡後空出一個席位而出現了許多的候補者。澤田亞希（蜘蛛型奥菲尔诺）曾被选上。
故事最後，北崎成為王覺醒的祭品之一，冴子被奥菲尔诺之王除去了人類的部分成為不死身，而琢磨放棄了奥菲尔诺身分以人類姿態活下去。

### 奥菲尔诺之王（アークオルフェノク/Arch Orphnoch）
依附在小孩身上的奥菲尔诺們的王。傳說只要王覺醒，奥菲尔诺就可得到永生，但完全覺醒前必須吸收複數的奥菲尔诺當祭品。
奥菲尔诺之王可以為其他奥菲尔诺注入能量令灰化現象停止，而被注入能量之奥菲尔诺都會失去變回人類外表之能力。

## 播放列表
以下時間以當地時間（日本時間）為準：
| 日本首播   | 台灣首播香港首播     | 集數 | 標題漢譯                                  | 登場操冥使徒 | 導演       |
| ---------- | -------------------- | ---- | ----------------------------------------- | --- | ---------- |
| 2003/01/26 | 2005/09/182005/10/29 | 1    | 旅の始まり旅途的開始                      | - ゴートオルフェノク - スティングフィッシュオルフェノク - ホースオルフェノク                                                                                     | 田崎龍太   |
| 2003/02/02 | 2005/09/252005/11/05 | 2    | ベルトの力腰帶的力量                      | - ホースオルフェノク - エレファントオルフェノク | 田崎龍太   |
| 2003/02/09 | 2005/10/022005/11/12 | 3    | 王の眠り王的沈睡                          | - オックスオルフェノク | 長石多可男 |
| 2003/02/16 | 2005/10/092005/11/19 | 4    | おれの名前我的名字                        | - カクタスオルフェノク - マンティスオルフェノク - クレインオルフェノク                                                                                           | 長石多可男 |
| 2003/02/23 | 2005/10/162005/11/26 | 5    | オリジナル原生種                          | - スクィッドオルフェノク - スネークオルフェノク | 石田秀範   |
| 2003/03/02 | 2005/10/232005/12/03 | 6    | 3人×3人3人對3人                           | - スネークオルフェノク - ホースオルフェノク | 石田秀範   |
| 2003/03/09 | 2005/10/302005/12/10 | 7    | 夢の力夢之力                              | - スネークオルフェノク - ホースオルフェノク - オウルオルフェノク                                                                                                 | 田﨑竜太   |
| 2003/03/16 | 2005/11/062005/12/17 | 8    | 夢の守り人夢之守護者                      | - スカラベオルフェノク - オウルオルフェノク - ホースオルフェノク                                                                                                 | 田﨑竜太   |
| 2003/03/23 | 2005/11/132005/12/24 | 9    | 社長登場                                  | - スカラベオルフェノク - オウルオルフェノク - ホースオルフェノク                                                                                                 | 長石多可男 |
| 2003/03/30 | 2005/11/202006/01/07 | 10   | 謎のライダー謎之騎士                      | - スネイルオルフェノク - クレインオルフェノク - ホースオルフェノク                                                                                               | 長石多可男 |
| 2003/04/06 | 2005/11/272006/01/14 | 11   | 謎の謎のベルト謎之腰帶                    | - クロコダイルオルフェノク | 長石多可男 |
| 2003/04/13 | 2005/12/042006/01/28 | 12   | 流星塾                                    | - クロコダイルオルフェノク | 石田秀範   |
| 2003/04/20 | 2005/12/112006/02/04 | 13   | 敵か味方か敵人還是夥伴                    | - クロコダイルオルフェノク - エキセタムオルフェノク | 石田秀範   |
| 2003/04/27 | 2005/12/182006/02/11 | 14   | 巧の意地巧的脾氣                          | - クロコダイルオルフェノク - センチピードオルフェノク - ホースオルフェノク - スネークオルフェノク - クレインオルフェノク                                         | 田﨑竜太   |
| 2003/05/04 | 2005/12/252006/02/18 | 15   | 落ちた偶像～φ's vs χ～殞落的偶像 Φ's vs Χ | - センチピードオルフェノク - スネークオルフェノク - クレインオルフェノク                                                                                         | 田﨑竜太   |
| 2003/05/11 | 2006/01/012006/02/25 | 16   | 人間の心人類的心                          | - フライングフィッシュオルフェノク | 田村直己   |
| 2003/05/18 | 2006/01/082006/03/04 | 17   | 巧、復活巧，復活                          | - フライングフィッシュオルフェノク - アルマジロオルフェノク | 田村直己   |
| 2003/05/25 | 2006/01/152006/03/11 | 18   | 九死に一生九死一生                        | - トードスツールオルフェノク - ホースオルフェノク | 長石多可男 |
| 2003/06/01 | 2006/01/222006/03/18 | 19   | 純白の正義純白的正義                      | - トードスツールオルフェノク - ホースオルフェノク - クロコダイルオルフェノク                                                                                     | 長石多可男 |
| 2003/06/08 | 2006/01/292006/03/25 | 20   | 美しき刺客美麗的刺客                      | - ロブスターオルフェノク - スコーピオンオルフェノク - センチピードオルフェノク - ホースオルフェノク                                                              | 石田秀範   |
| 2003/06/22 | 2006/01/222006/04/01 | 21   | 加速する魂加速之魂                        | - ロブスターオルフェノク - スコーピオンオルフェノク - センチピードオルフェノク - ホースオルフェノク - ドルフィンオルフェノク                                     | 石田秀範   |
| 2003/06/29 | 2006/02/052006/04/08 | 22   | 雅人の告白雅人的告白                      | - ワームオルフェノク - シーキュカンバーオルフェノク - ロブスターオルフェノク - センチピードオルフェノク - ホースオルフェノク                                     | 田村直己   |
| 2003/07/06 | 2006/02/122006/04/15 | 23   | 偽りの友情虛偽的友情                      | - ワームオルフェノク - ロブスターオルフェノク - センチピードオルフェノク - ホースオルフェノク                                                                    | 田村直己   |
| 2003/07/13 | 2006/02/192006/04/22 | 24   | 闇への扉通往黑暗之門                      | - ホースオルフェノク - ロブスターオルフェノク - センチピードオルフェノク - スネークオルフェノク - ラビットオルフェノク                                           | 長石多可男 |
| 2003/07/20 | 2006/02/262006/04/29 | 25   | 闇の実験室黑暗的研究室                    | - ローズオルフェノク - ホースオルフェノク - ロブスターオルフェノク - センチピードオルフェノク - スネークオルフェノク - ラビットオルフェノク - ゴートオルフェノク | 長石多可男 |
| 2003/07/27 | 2006/03/052006/05/06 | 26   | デルタ登場Delta登場                       | - スパイダーオルフェノク - フロッグオルフェノク | 石田秀範   |
| 2003/08/03 | 2006/03/122006/05/13 | 27   | 流星塾分裂分裂的流星塾                    | - ホースオルフェノク - センチピードオルフェノク - スパイダーオルフェノク                                                                                         | 石田秀範   |
| 2003/08/10 | 2006/03/192006/05/20 | 28   | 暗黒の四葉黑暗的四葉草                    | - スパイダーオルフェノク - センチピードオルフェノク - ロブスターオルフェノク                                                                                     | 石田秀範   |
| 2003/08/17 | 2006/03/262006/05/27 | 29   | 超絶バイク超絕機車                        | - スパイダーオルフェノク - センチピードオルフェノク - ロブスターオルフェノク - ホースオルフェノク - スネークオルフェノク - クレインオルフェノク                  | 田村直己   |
| 2003/08/24 | 2006/04/022006/06/03 | 30   | 雅人の罠雅人的陷阱                        | - センチピードオルフェノク - スパイダーオルフェノク - ホースオルフェノク - スティンクバグオルフェノク                                                            | 田村直己   |
| 2003/08/31 | 2006/04/092006/06/10 | 31   | 折り紙の涙折紙之淚                        | - スパイダーオルフェノク - ソードフィッシュオルフェノク | 鈴村展弘   |
| 2003/09/07 | 2006/04/162006/06/17 | 32   | 絡み合う糸錯綜複雜的線                    | - センチピードオルフェノク - ドラゴンオルフェノク - スパイダーオルフェノク - ソードフィッシュオルフェノク - ロブスターオルフェノク                               | 鈴村展弘   |
| 2003/09/14 | 2006/04/232006/06/24 | 33   | 真理、死す真理之死                        | - ホースオルフェノク - ローズオルフェノク - スパイダーオルフェノク - ライノセラスビートルオルフェノク - スタッグビートルオルフェノク                             | 長石多可男 |
| 2003/09/21 | 2006/04/302006/07/15 | 34   | 真実の姿真實的型態                        | - ホースオルフェノク - スパイダーオルフェノク - ロブスターオルフェノク - ウルフオルフェノク                                                                      | 長石多可男 |
| 2003/09/28 | 2006/05/072006/07/22 | 35   | 復活の謎復活之謎                          | - スパイダーオルフェノク - ロブスターオルフェノク - ウルフオルフェノク - スタッグビートルオルフェノク - センチピードオルフェノク                                 | 石田秀範   |
| 2003/10/05 | 2006/05/142006/07/29 | 36   | 蘇える記憶甦醒的記憶                      | - ウルフオルフェノク - オクトパスオルフェノク | 石田秀範   |
| 2003/10/12 | 2006/05/212006/08/05 | 37   | カイザの正義Kaixa的正義                   | - ウルフオルフェノク - ピジョンオルフェノク - センチピードオルフェノク                                                                                           | 鈴村展弘   |
| 2003/10/19 | 2006/05/282006/08/12 | 38   | 彷徨える魂徬徨的靈魂                      | - ウルフオルフェノク - バーナクルオルフェノク - ローズオルフェノク - ドラゴンオルフェノク                                                                        | 鈴村展弘   |
| 2003/10/26 | 2006/06/042006/08/19 | 39   | ファイズ２Faiz 第二型態                   | - ローズオルフェノク - ドラゴンオルフェノク - スパイダーオルフェノク - スロースオルフェノク - ウルフオルフェノク - オクラオルフェノク                            | 田村直己   |
| 2003/11/09 | 2006/06/112006/08/26 | 40   | 人間の証人類的證明                        | - オクラオルフェノク - ドラゴンオルフェノク - ロブスターオルフェノク - センチピードオルフェノク - スパイダーオルフェノク                                         | 田村直己   |
| 2003/11/16 | 2006/06/182006/09/02 | 41   | 捕獲 開始捕捉開始                         | - ドラゴンオルフェノク - ロブスターオルフェノク - センチピードオルフェノク - クレインオルフェノク - フリルドリザードオルフェノク - クラブオルフェノク            | 長石多可男 |
| 2003/11/23 | 2006/06/252006/09/09 | 42   | 折れた翼折斷的翅膀                        | - クレインオルフェノク - クラブオルフェノク - ホースオルフェノク                                                                                                 | 長石多可男 |
| 2003/11/30 | 2006/07/022006/09/16 | 43   | 赤い風船紅色氣球                          | - バットオルフェノク - ホースオルフェノク - ロブスターオルフェノク - クレインオルフェノク                                                                        | 石田秀範   |
| 2003/12/07 | 2006/07/092006/09/23 | 44   | 最後のメール最後的簡訊                    | - バットオルフェノク - ホースオルフェノク - クレインオルフェノク - ドラゴンオルフェノク - ロブスターオルフェノク                                                 | 石田秀範   |
| 2003/12/14 | 2006/07/162006/09/30 | 45   | 王の目覚め王的覺醒                        | - バットオルフェノク - ホースオルフェノク - ドラゴンオルフェノク - ゴートオルフェノク - スネークオルフェノク                                                     | 田﨑竜太   |
| 2003/12/21 | 2006/07/232006/10/07 | 46   | 新社長誕生                                | - ゴートオルフェノク - コーラルオルフェノク - ローズオルフェノク                                                                                                 | 田﨑竜太   |
| 2003/12/28 | 2006/07/302006/10/14 | 47   | 王の出現王的出現                          | - ローズオルフェノク - ドラゴンオルフェノク - ロブスターオルフェノク - センチピードオルフェノク                                                                  | 長石多可男 |
| 2004/01/04 | 2006/08/062006/10/21 | 48   | 雅人、散華雅人，逝去                      | - スネークオルフェノク - ドラゴンオルフェノク - ロブスターオルフェノク - センチピードオルフェノク                                                                | 長石多可男 |
| 2004/01/11 | 2006/08/132006/10/28 | 49   | 滅びゆく種邁向毀滅之種                    | - スネークオルフェノク - ドラゴンオルフェノク - ロブスターオルフェノク - センチピードオルフェノク - アークオルフェノク                                           | 田﨑竜太   |
| 2004/01/18 | 2006/08/202006/11/04 | 50   | 俺の夢我的夢想                            | - アークオルフェノク - ロブスターオルフェノク - センチピードオルフェノク - スネークオルフェノク - ホースオルフェノク - ウルフオルフェノク                        | 田﨑竜太   |

- 此作由井上敏樹擔任全編劇。

## 演員表

### 常規演員
| 角色       | 演員                        | 港配                     | 台配                                |
|            | 半田健人                    | 李致林 陳健豪（Viu時王） | 曹冀魯                              |
| 園田真理   | 芳賀優里亞 八武崎碧（童年） | 張頌欣                   | 李明幸                              |
| 菊池啟太郎 | 溝呂木賢                    | 蘇強文                   | 梁興昌                              |
| 木場勇治   | 泉政行                      | 黃榮璋                   | 李景唐                              |
| 長田結花   | 加藤美佳                    | 程文意                   | 陶敏嫻                              |
| 海堂直也   | 唐橋充                      | 陳卓智                   | 官志宏                              |
| 草加雅人   | 村上幸平                    | 鄺樹培 何家裕（Viu時王） | 梁興昌                              |
| 三原修二   | 原田篤                      | 黃啟昌                   | 官志宏                              |
| 阿部里奈   | 河西りえ                    | 梁少霞                   | 陶敏嫻                              |
| 徳本恭輔   | 佐伯俊                      | 劉昭文 黎景全（代配）    | 曹冀魯                              |
| 木村沙耶   | 斉藤麻衣                    | 曾秀清                   | 李明幸                              |
| 琢磨逸郎   | 山崎潤                      | 雷霆                     | 李景唐                              |
| 影山冴子   | 和香                        | 鄭麗麗                   | 陶敏嫻                              |
| 北崎       | 藤田玲                      | 黎景全                   | 曹冀魯                              |
| 村上峽兒   | 村井克行                    | 梁志達                   | 梁興昌                              |
| 花形       | 中康治                      | 盧國權                   | 官志宏                              |
| Smart Lady | 栗原瞳                      | 何璐怡                   | 李明幸                              |
| 澤田亞希   | 綾野剛                      | 卢国权→李錦綸            | 官志宏                              |
| Jay        | Kenneth Duria               | 劉昭文                   | 官志宏（ep.11） 李景唐（ep.12開始） |
| Leo        | 何潤東                      |                          |                                     |
| 添野光     | 三訳真奈美                  | 林元春                   | 陶敏嫻                              |
| 島地貴子   | 中上ちか                    | 雷碧娜                   |                                     |
| 添野錠二   | 石田太郎                    | 黃健強                   | 官志宏                              |
| 澤村       | 岩川幸司                    | 翟耀辉                   | 梁興昌                              |
| 南雅彦     | 小川敦史                    | 劉昭文                   | 李景唐                              |
| 鈴木照夫   | 渡辺彼野人                  | 林丹鳳                   | 李明幸                              |
| 照夫的影子 | 小林俊                      | 黃榮璋                   |                                     |

### 皮套演員
- 假面騎士Faiz[21]、ウルフオルフェノク[22]- 高岩成二（日语：高岩成二）
- 假面騎士Kaixa[21]、ホースオルフェノク[23]- 伊藤慎
- 假面騎士Delta[24]、Autovajin[21]- 押川善文
- クロコダイルオルフェノク[25]、アークオルフェノク[23]- 岡元次郎（日语：岡元次郎）
- クレインオルフェノク[26]、スパイダーオルフェノク[26]、假面騎士Faiz（代演）[24]、オルフェノク[27] - 永瀬尚希（日语：永瀬尚希）
- Autovajin[28]、クロコダイルオルフェノク[28]- 矢部敬三（日语：矢部敬三）
- オルフェノク[29]- 岡田良治、岩上弘数（日语：岩上弘数）、今吉渉、水谷健、渡辺淳（日语：渡辺淳 (俳優)）、橋本恵子（日语：橋本恵子）、葉都英樹、大林勝（日语：大林勝）

## 製作團隊
每一集的腳本均是由井上敏樹擔任。在一季或兩季長度的作品裡，這種例子很常見。但在一集雖然只有30分鐘，卻長達四季的作品裡，是罕見的例子。另外，井上的父親伊上勝在假面忍者 赤影（四季，共52集），也是擔任全部集數的腳本。父子兩人很稀奇的留下相同的紀錄。
生物設計由從『龍騎』就參與製作的篠原保擔任。音樂請來以遊戲和動畫為中心創作背景音樂的松尾早人，本作也是松尾到目前唯一參與製作的東映作品。主題曲由公開表示自己是假面騎士迷的ISSA擔任主唱。攝影方面，本作則是主要在平成假面騎士系列擔任攝影技術人員的倉田幸治的出道作品。
- 原作 - 石之森章太郎
- 連載 - テレビマガジン、てれびくん、幼稚園、めばえ、たのしい幼稚園、おともだち
- 製作人 - 濱田千佳（日语：濱田千佳）（朝日電視台（第1話 - 第35話）→ tv asahi（第36話 - 第50話））、白倉伸一郎（日语：白倉伸一郎）、武部直美（日语：武部直美）、宇都宮孝明（日语：宇都宮孝明）（東映）
- 監製 - 小野寺章（石森プロ）
- 脚本 - 井上敏樹
- 監督 - 田﨑竜太（日语：田﨑竜太）、長石多可男（日语：長石多可男）、石田秀範（日语：石田秀範）、田村直己（朝日電視台）、鈴村展弘（日语：鈴村展弘）
- 音楽 - 松尾早人
- 特撮監督 - 佛田洋（日语：佛田洋）（特撮研究所）
- 撮影 - 松村文雄（日语：松村文雄）、いのくままさお（日语：いのくままさお）、倉田幸治
- 動作指導 - 宮崎剛（日语：宮崎剛 (俳優)）（Japan Action Enterprise）
- 助監督 - 鈴村展弘、田澤裕一、柴崎貴行（日语：柴崎貴行）、山口恭平（日语：山口恭平）……等
- 人物設計 - 早瀬マサト（日语：早瀬マサト）
- 生物設計 - 篠原保（日语：篠原保）
- 技術協力 - OEIG（日语：オーエイギャザリング）、Toei Labo Tech Co., Ltd.（日语：東映ラボ・テック）、KYORITZ（日语：共立 (照明)）
- 制作 - 朝日電視台（第1話 - 第35話）→ tv asahi（第36話 - 第50話）、東映、ADK

## 音樂

### 主題曲
- 『JustiΦ's』

作詞：藤林聖子　作曲：佐藤和豐　編曲：中川幸太郎　歌：ISSA
- 『幪面超人555』（香港版）

作詞：鄭櫻綸　作曲：佐藤和豐　編曲：譚天樂　歌：郭晉安

### 插曲
- 『Dead or Alive』（Episode 2 - ）

作詞：藤林聖子　作曲：吉田勝弥　編曲：近藤昭雄　歌：石原慎一
- 『The People With No Name』（Episode 21 - ）

作詞：藤林聖子　作曲：渡部チェル　編曲 / 歌：RIDER CHIPS（Featuring m.c.A・T）
- 『EGO（Eyes Glazing Over）』（Episode 33 - ）

作詞：藤林聖子　作曲 / 編曲：渡部チェル　歌：ICHIDAI
- 『Justiφ's-Accel Mix』（Episode 40）

作詞：藤林聖子　作曲：佐藤和豐　編曲：三宅一德　歌：ISSA

## 其他相關媒體

### 劇場版
- 《劇場版 假面騎士555 消失的天堂》（2003年8月16日上映）

- 《平成騎士對昭和騎士 假面騎士大戰feat.超級戰隊》（2014年3月29日上映）

- 《超級英雄大戰GP 假面騎士3號》（2015年3月21日上映)

外傳
- 《d Video特別篇 假面騎士4號》

／假面騎士Faiz、海堂直也登場。

### OV作品
- 《假面騎士ZI-O NEXT TIME》

- 《假面騎士ZI-O NEXT TIME Geiz Majesty》

本作為《假面騎士ZI-O》的騎士外傳作品，假面騎士Kaixa/草加雅人於本作登場。
- 《555 20th》

- 《假面騎士555 20th PARADISE·REGAINED》

本作為《假面騎士555》二十周年紀念作品，同時也是本作20週年續篇作。
2024年2月2日期間限定劇場上映，同年5月29日Blu-ray及DVD發行。
電視影集
- 《假面騎士Decade》

第5話，假面騎士Kaixa（村上幸平聲演）登場。
- 《假面騎士ZI-O》

第5-6話，乾巧、草加雅人登場。
外傳
- 《假面騎士REVICE The Mystery》

海堂直也（上屋直人）／蛇Orphnoch登場。

### 漫畫
- 《假面騎士555》

作者為坂井孝行。
- 《假面騎士913》

作畫為，飾演草加雅人的演員村上幸平有負責協助創作。以草加雅人／假面騎士913為主角的作品。

## 超級英雄時間相關條目
- 《爆龍戰隊暴連者》

## 海外播放

### 台灣
台灣東森幼幼台曾於2005年9月18日至2006年8月27日期間每週日下午5時30分首播國語配音版。
| 台灣 東森幼幼台 星期日 17:30-18:00 | 台灣 東森幼幼台 星期日 17:30-18:00         | 台灣 東森幼幼台 星期日 17:30-18:00 |
| ---------------------------------- | ------------------------------------------ | ---------------------------------- |
|                                    | 假面騎士Faiz (2005年9月18日—2006年8月27日) |                                    |
| 不明                               | 假面騎士劍 （2006年9月3日—2007年8月5日）   |                                    |

### 香港
香港無綫翡翠台曾於2005年10月29日至2006年11月4日期間每週六中午12時30分首播粵語配音版。
| 香港 無綫翡翠台 星期六 12:30-13:00 | 香港 無綫翡翠台 星期六 12:30-13:00 | 香港 無綫翡翠台 星期六 12:30-13:00 |
| ---------------------------------- | ---------------------------------- | ---------------------------------- |
|                                    | （2005年10月29日—2006年11月4日）   |                                    |
| （2004年9月25日—2005年10月22日）   | （2006年11月11日—2007年11月17日）  |                                    |

## 外部連結
- 朝日假面騎士555網站（页面存档备份，存于）
- 東映假面騎士555網站